# Impact Wrestling No Surrender

Logo de TNA No Surrender.

No Surrender est un pay-per-view de catch organisé par la Total Nonstop Action Wrestling. Le premier s'est déroulé en juillet 2005, mais il a été déplacé en septembre à partir de 2006.

## Événement
| #  | Événement           | Date              | Ville                   | Arène                              | Main Event | Temps |
| -- | ------------------- | ----------------- | ----------------------- | ---------------------------------- | --- | ----- |
| 1  | No Surrender (2005) | 17 juillet 2005   | Orlando, Floride        | Impact! Zone                       | Raven (c) vs. Abyss pour le NWA World Heavyweight Championship                                                                                     | 19:17 |
| 2  | No Surrender (2006) | 24 septembre 2006 | Orlando, Floride        | Impact! Zone                       | Jeff Jarrett vs. Samoa Joe | 11:06 |
| 3  | No Surrender (2007) | 9 septembre 2007  | Orlando, Floride        | Impact! Zone                       | Kurt Angle (c) vs. Abyss pour le TNA World Heavyweight Championship                                                                                | 19:30 |
| 4  | No Surrender (2008) | 14 septembre 2008 | Oshawa, Ontario, Canada | General Motors Centre              | Samoa Joe (c) vs. Christian Cage vs. Kurt Angle pour le TNA World Heavyweight Championship                                                         | 15:27 |
| 5  | No Surrender (2009) | 20 septembre 2009 | Orlando, Floride        | Impact! Zone                       | Kurt Angle (c) vs. A.J. Styles vs. Hernandez vs. Matt Morgan vs. Sting pour le TNA World Heavyweight Championship                                  | 15:10 |
| 6  | No Surrender (2010) | 5 septembre 2010  | Orlando, Floride        | Impact! Zone                       | D'Angelo Dinero vs. Mr Anderson | 17:22 |
| 6  | No Surrender (2011) | 11 septembre 2011 | Orlando, Floride        | Impact! Zone                       | Kurt Angle (c) vs. Mr Anderson vs. Sting pour le TNA World Heavyweight Championship                                                                | 15:28 |
| 7  | No Surrender (2012) | 9 septembre 2012  | Orlando, Floride        | Impact! Zone                       | Bully Ray vs. Jeff Hardy | 12:23 |
| 8  | No Surrender (2013) | 12 septembre 2013 | Saint-Louis, Missouri   | Chaifetz Arena                     | A.J. Styles vs. Magnus | 15:08 |
| 9  | No Surrender (2014) | 17 septembre 2014 | New York, New York      | Grand Ballroom                     | Lashley (c) vs. Bobby Roode pour le TNA World Heavyweight Championship                                                                             | 17:06 |
| 10 | No Surrender (2015) | 5 août 2015       | Orlando, Floride        | Impact! Zone                       | Ethan Carter III (c) vs. Matt Hardy pour le TNA World Heavyweight Championship                                                                     | 20:06 |
| 11 | No Surrender (2019) | 7 décembre 2019   | Dayton, Ohio            | The Brightside Music & Event Venue | Sami Callihan (c) vs. Rich Swann pour le Impact World Championship                                                                                 | 25:02 |
| 12 | No Surrender (2021) | 13 février 2021   | Nashville, Tennessee    | Skyway Studios                     | Rich Swann (c) vs. Tommy Dreamer pour le Impact World Championship                                                                                 | 15:21 |
| 13 | No Surrender (2022) | 19 février 2022   | New Orléans, Louisiane  | Alario Center                      | Honor No More (Kenny King, Matt Taven, Mike Bennett, PCO, Vincent) contre Team Impact (Chris Sabin,Rhino, Rich Swann, Steve Maclin et Willie Mack) | 23:17 |
| 14 | No Surrender (2023) | 24 février 2023   | Las Vegas, Nevada       | Sam’s Town Live                    | |       |

## Historique

### 2005
No Surrender 2005 s'est déroulé le 17 juillet 2005 au Universal Orlando Resort de Orlando, Floride. 
- Dark match: Shocker def. Jerrelle Clark (4:16)
  - Shocker a effectué le tombé sur Clark avec un roll-up.
- America's Most Wanted (Chris Harris et James Storm) def. Michael Shane et Alex Shelley (w/Traci) (11:47)
  - Storm a effectué le tombé sur Shelley après un Superkick.
- Super X Cup Qualifier: Sonjay Dutt def. Shark Boy, Elix Skipper et Mikey Batts dans un Fatal Four-Way match (8:22)
  - Dutt a effectué le tombé sur Batts après un Hindu Press.
- Apolo et Sonny Siaki def. The Diamonds in the Rough (Simon Diamond et David Young) (5:32)
  - Apolo a effectué le tombé sur Young après un TKO.
- Samoa Joe def. Chris Sabin (14:02)
  - Joe a fait abandonner Sabin sur un Coquina Clutch.
- Team Canada (Bobby Roode, Eric Young et A-1) def. Lance Hoyt et The Naturals (Chase Stevens et Andy Douglas) (w/Jimmy Hart) (14:44)
  - Young a effectué le tombé sur Douglas après que Roode l'a frappé avec un mégaphone.
- Monty Brown et Kip James def. 3Live Kru (Ron Killings et Konnan) dans un Street Fight (5:20)
  - Brown a effectué le tombé sur Killings après un Pounce.
- A.J. Styles def. Sean Waltman (avec Jerry Lynn en tant qu'arbitre spécial) (14:37)
  - Styles a effectué le tombé sur Waltman après un Styles Clash.
- Christopher Daniels def. Petey Williams (w/A-1) pour conserver le TNA X Division Championship (16:24)
  - Daniels a effectué le tombé sur Williams après un Best Moonsault Ever.
- Raven def. Abyss (w/James Mitchell) dans un Dog Collar match pour conserver le NWA World Heavyweight Championship (19:17)
  - Raven a effectué le tombé sur Abyss après un Raven Effect DDT sur des punaises.

### 2006
No Surrender 2006 s'est déroulé le 24 septembre 2006 au Universal Orlando Resort de Orlando, Floride. 
- Dark match: Bobby Roode def. Vaughn Doring (4:28)
  - Roode a effectué le tombé sur Doring après The Payoff.
- Eric Young def. A-1 (6:14)
  - Young a effectué le tombé sur A-1 après un Showstopper.
- Jay Lethal def. Petey Williams (7:25)
  - Lethal a effectué le tombé sur Williams avec un roll-up.
- Abyss (w/James Mitchell) def. Raven et Brother Runt dans un No DQ Triple Threat match (11:24)
  - Abyss a effectué le tombé sur Raven après un Black Hole Slam.
- The Naturals (Chase Stevens et Andy Douglas) (w/Shane Douglas) ont remporté une Triple Chance Tag Team bataille royale comprenant : The James Gang (B.G. James et Kip James), America's Most Wanted (Chris Harris et James Storm) (w/Gail Kim), The Paparazzi (Alex Shelley et Johnny Devine), The Diamonds in the Rough (David Young et Elix Skipper) (w/Simon Diamond), Maverick Matt et Kazarian, Ron Killings et Lance Hoyt, et Shark Boy et Norman Smiley (14:05)
  - Stevens a effectué le tombé sur Storm avec un roll-up pour obtenir pour les Naturals le titre d'aspirant numéro un au NWA World Tag Team Championship.
- Senshi def. Chris Sabin pour conserver le TNA X Division Championship (16:57)
  - Senshi a effectué le tombé sur Sabin.
- Christian Cage def. Rhino (16:26)
  - Cage a effectué le tombé sur Rhino après un Unprettier sur une chaise.
- A.J. Styles et Christopher Daniels def. The Latin American Exchange (Homicide et Hernandez) (w/Konnan) dans un Ultimate X match pour remporter le NWA World Tag Team Championship (15:29)
  - Daniels a décroché les ceintures pour l'emporter. Ce match a été plus tard sacré le « match de l'année » de la TNA.
- Samoa Joe def. Jeff Jarrett dans un « Fan's Revenge » Lumberjack match (11:03)
  - Joe a effectué le tombé sur Jarrett après un Muscle Buster.
  - Les bûcherons étaient 18 membres du public.
- Le show prenait fin avec Jim Cornette montrant une vidéo annonçant que Kurt Angle a signé avec la TNA.

### 2007
No Surrender 2007 s'est déroulé le 9 septembre 2007 à l'iMPACT! Zone de Orlando en Floride. 
- Team Pacman (Adam Jones et Ron Killings) def. Kurt Angle et Sting pour remporter le TNA World Tag Team Championship (5:56)
  - Jones a effectué le tombé sur Sting après un Olympic Slam de Angle.
- Rhino def. James Storm (w/Jackie Moore) (9:23)
  - Rhino a effectué le tombé sur Storm après un Gore à travers une table.
  - Après le match, Rhino a porté un Gore sur Moore.
- Robert Roode (w/Ms. Brooks) def. Kaz (13:47)
  - Roode a effectué le tombé sur Kaz après un Payoff.
- Jay Lethal def. Kurt Angle pour remporter le TNA X Division Championship (12:19)
  - Lethal a effectué le tombé sur Angle en reversant un Ankle Lock en un roll-up.
- Chris Harris def. Black Reign dans un No Disqualification match (5:14)
  - Harris a effectué le tombé sur Black Reign avec un Inside Cradle.
- Christian's Coalition (A.J. Styles et Tomko) ont remporté un Gauntlet Match à 10 équipes (25:40)
  - Styles a effectué le tombé sur Sabin avec un roll-up pour obtenir une chance au TNA World Tag Team Championship à Bound for Glory.
  - Le match comprenait aussi: The Voodoo Kin Mafia (B.G. James et Kip James), The Latin American Exchange (Homicide et Hernandez), Team 3D (Brother Ray et Brother Devon), The Motor City Machineguns (Chris Sabin et Alex Shelley), Triple X (Christopher Daniels et Elix Skipper), Sonjay Dutt et Petey Williams, Serotonin (Raven et Havok), Eric Young et Shark Boy, et Lance Hoyt et Jimmy Rave.
- Christian Cage def. Samoa Joe par disqualification (15:59)
  - Joe était disqualifié après avoir attaqué l'arbitre quand celui-ci tentait de briser une prise.
  - Après le match, Joe continuait d'attaquer les arbitres et les officiels.
- Kurt Angle def. Abyss pour conserver le TNA World Heavyweight Championship (19:24)
  - Angle a fait abandonner Abyss avec le Ankle Lock.
  - Après le match, Judas Mesias venait d'en dessous du ring et s'en prenait à Abyss.

### 2008
- Prince Justice Brotherhood (Eric Young, Shark Boy et Curry Man) def. Rock'n Rave Infection (Lance Rock, Jimmy Rave et Christy Hemme)dans un 6 Man Intergender Tag Team Match (7:35)
  - Curry Man a fait le tombé sur Christy Hemme après un Stunner de Shark Boy.

- Awesome Kong def. O.D.B. dans un Street Fight (10:23)
  - Kong a fait le tombé après un Spear manqué de O.D.B. à travers une table.

- Sheik Abdul Bashir def. Petey Williams(c) et Consequences Creed dans un 3 Ways Match pour remporter le TNA X Division Championship. (8:15)

- Abyss et Matt Morgan def. Team 3D. (11:33)

- Sonjay Dutt def. Jay Lethal dans un Ladder Of Love Match. (13:19)

- Beer Money, Inc.(c) def. Latin American Xchange pour conserver le TNA World Tag Team Championship. (8:42)

- Taylor Wilde(c) (/w Rhino) def. Angelina Love (/w Velvet Sky et Cute Kip) pour conserver le TNA Women's Knockout Championship. (6:22)

- A.J. Styles vs. Frank Trigg a fini en Match Nul dans un MMM Match. (6:07)

- Samoa Joe(c) def. Kurt Angle, Booker T et Christian Cage dans un Four Ways To Glory Match pour conserver le TNA World Heavyweight Championship. (15:27)